# Frazém
Frazém neboli frazeologismus je ustálené spojení slovních tvarů slov. Jedná se například o pranostiku, rčení, pořekadlo, přirovnání či přísloví apod. Frazeologismy většinou výrazně posunují původní význam slov směrem ke zcela jinému smyslu sdělení.
V rámci vymezení typů jsou frazémy podle sémantických kritérií pojmenování pro typ, ve kterém nedochází k výrazné desemantizaci komponent, ale jeho frazeologizovanost se více zakládá na ustálenosti používání a složení takového výrazu. Je to typ volnější než frazeologická spojení, tedy typ stojící na samé hranici frazeologie.

## Idiom
Idiom (také idiomatické spojení) se chápe v poslední době[zdroj?] jako synonymum k výrazu frazém[zdroj?] s tím, že označení frazém zdůrazňuje formální (morfosyntaktickou) a idiom sémantickou (významovou) stránku téhož výrazu. Starší definice idiomu je výraz, jehož smysl není odvoditelný z jeho částí.
Příklady:
- chytat lelky – lenošit
- mít nakoupíno, mít (v)opici, mít draka, mít ji jak z praku aj. – být opilý
- pěšky jako za vozem – nastejno
- dostat čočku, dostat kapky – dostat vynadáno, dostat namláceno
- dělat zagorku – vymlouvat se, dělat drahoty
- polykat andělíčky – topit se
- oxidovat – vyskytovat se, poflakovat se, obtěžovat

## Frazeologie
Slovo frazeologie má dva významy: Jedná se o soubor všech frazeologismů daného jazyka nebo také o nauku, která frazeologismy daného jazyka zkoumá.

## Frazeologická homonymie
Některé frazeologismy mohou vytvářet frazeologickou homonymii, tedy dvojznačnost, resp. nejednoznačnost sdělení. V takovém případě je vždy nutno podle celkového kontextu sdělení (věty) usuzovat na to, zdali se jedná o přímý (původní) význam sousloví, anebo se jedná o jeho přenesený smysl, tedy že se jedná o skutečný frazeologismus.
Příkladem frazeologické homonymie může být např. sousloví „lízat si rány“ – může vyjadřovat jak doslovný význam sdělení („kocour si líže rány, které mu způsobil sousedův pes“), tak o frazeologismus popisující např. náladu sportovního týmu po těžké porážce.

## Profesní frazeologie
V mnoha oborech se vyvinuly profesní hantýrky, které obsahují velké množství specializovaných frazeologismů, které mohou být mimo kontext daného oboru nesrozumitelné.